# Else Nabu
Else Nabu, eigentlich Brigitta Sieglinde Nabucet (* 30. Juli 1949) ist eine deutsche Sängerin und Schauspielerin.

## Werdegang
Else Nabu sang bei den Berliner Bands Insisters und Margò, bevor sie 1982 unter eigenem Namen eine LP veröffentlichte, aus der zwei Singles ausgekoppelt wurden. 1983 folgte noch eine Promotion-Platte mit vier Titeln. Sie war auch Mitglied des Rocktheaters Reineke Fuchs.
Als Schauspielerin sah man sie vor allem in Filmen von Ulrike Ottinger; 1987 spielte sie in der Verfilmung des Musicals Linie 1, nachdem sie in diesem Stück bereits beim Grips-Theater zu sehen und zu hören war. 1989 übernahm sie eine Synchronarbeit als Stimme für Emma Thompson in Heinrich V. von 1989.

## LP
- 1982: Else Nabu (Pool 6.25350)

## Filmografie (Auswahl)
- 1981: Freak Orlando
- 1988: Linie 1
- 1989: Johanna d’Arc of Mongolia